# العزله (تعز)
العزله هي إحدى قرى الجمهورية اليمنية. وهي تتبع جغرافيًا لمحافظة تعز. وإداريًا لمديرية التعزية. يبلغ تعداد سكانها 6891 نسمة حسب الإحصاء الذي جرى عام 2004.